# مگس‌گیر راه‌راه‌زیتونی
مگس‌گیر راه‌راه‌زیتونی (نام علمی: Mionectes galbinus) گونه‌ای از پرندگان از تیرهٔ ژیان‌مرغان (Tyrannidae) است. در بولیوی، کلمبیا، اکوادور، پاناما، پرو، ترینیداد و ونزوئلا یافت می‌شود.